# III. Gusztáv svéd király
III. Gusztáv (svédül: Gustav III; Stockholm, Svédország, 1746. január 24. – Stockholm, Svédország, 1792. március 29.), apját követve Svédország királya 1771 februárjától 1792. március 29-én fertőzés okozta haláláig, amit a pár nappal korábban, március 16-án ellene elkövetett merénylet során szerzett. Adolf Frigyes király és Lujza Ulrika királyné elsőszülött fia, uralkodóháza, a Holstein–Gottorpi-ház második monarchája volt a svéd trónon.
Apja halálát követően került trónra, majd 1772-ben az általa szervezett államcsínyt, az úgynevezett „vértelen forradalmat” követően sikeresen ragadta magához a hatalmat a Riksdag rovására. Ezzel véget ért a „szabadság kora” az országban, ami XII. Károly sikertelen háborúi után a parlamenthez és az államtanácshoz rendelte a döntéshozatalt, a mindenkori királyt pedig egy protokolláris szerepre jelöltki. Gusztáv puccsával az uralkodói jogok visszaálltak, és a felvilágosult abszolutizmus szellemében építette ki rendszerét: a parlament és az arisztokrácia helyett a polgárságra támaszkodva.
Uralkodása alatt fejlesztették a haditengerészetet, mérsékelt vallástoleranciát hirdettek, elismerték a katolikusokat és a zsidókat, valamint korlátozták a kínzásokat és a halálbüntetést. III. Gusztáv király a művészetek, az irodalom és a tudományok nagy pártfogója is volt, megalapította többek között a Svéd Akadémiát és a Királyi Operát is. Regnálásának huszonegyedik évében, 1792. március 16-án egy álarcosbál során arisztokrata-parlamenti összeesküvők merényletet kíséreltek meg ellene, amely során az egyik elkövető hátba lőtte. A király végül március 29-én hunyt el, a lövéstől szerzett sebének elfertőződésébe. Giuseppe Verdi a merénylet alapján készítette Az álarcosbál c. operáját.

## Gyermek- és ifjúkora
1746 januárjában Stockholmban született Holstein-Gottorp herceg legidősebb fiaként III. Gusztáv svéd király. A Tessin gróf és Scheffer tábornok szárnyai alatt nevelődött Gusztáv barátságos, nyíltszívű, okos fiú volt, azonban súlyosan hiányzott belőle a mérsékletesség, a kitartás.

## Svéd királyként
Amikor 1771-ben Adolf király elhunyt, III. Gusztáv néven vette át a hatalmat. A felvilágosult abszolutizmus jegyében uralkodó király támogatta a polgárság érdekeit, igyekezett a parasztok helyzetén javítani, szorgalmazta kórházak valamint árvaházak létrehozását, támogatta a tengeri hajózást és a bányászatot, ugyanakkor jelentős figyelmet fordított a kultúra ápolására is.
III. Gusztáv nyolc külföldi útjával csúcstartó volt a korabeli uralkodók között. Rómában találkozott a pápával és II. József császárral. Megmászta a Vezúvot, ellátogatott Pompeiibe, ahol rengeteg ókori műtárgyat vásárolt. Párizsban XVI. Lajos és Mária Antónia vendége volt, és a svéd-francia barátság jegyében a jelentős anyagi támogatás mellé ajándékba kapta a nyugat-indiai Saint-Barthélemy szigetét. A sziget egyedüli értéke az a szép és természetes kikötő volt, melyet szabadkikötővé léptettek elő a rabszolgákkal megrakott hajók számára. Megalakult a Nyugat-Indiai Társaság, amelynek legnagyobb részvénytulajdonosa a királyi ház volt. (A rabszolga-kereskedelemben való részvételt svéd állampolgárok számára csak 1813-ban tiltották meg.) 1777-ben III. Gusztáv Nagy Katalin cárnő vendége volt Szentpéterváron. Annak ellenére, hogy unokatestvérek voltak, és mindketten erőszakkal szereztek abszolút hatalmat, a két egyeduralkodó szívből utálta egymást. A 48 éves Katalin megbízhatatlannak, ellenségével, a szultánnal egyenrangú despotának tartotta a 31 éves, impulzív Gusztávot. Nem tévedett nagyot. 
Külföldi útjairól hazatérve III. Gusztáv hozzáfogott a dicső előd, a II. „Nagy” Gusztáv Adolf birodalmának helyreállításához. Legfőbb célként Nagy Péter cár területi hódításainak visszaszerzését tűzte ki. Az országgyűlés beleegyezése nélkül nem indíthatott háborút, ezért meg kellett várnia az Orosz Birodalom hadüzenetét. Nagy Katalin éppen háborúban állt az Oszmán Birodalommal, és semmi jelét nem mutatta annak, hogy más konfliktusba is szeretne bocsátkozni. III. Gusztáv stílszerűen az opera fantáziavilágába illő cselhez folyamodott: az opera szabójával kozák egyenruhákat varratott, és az azokba bújtatott katonáit az orosz határhoz szállíttatta, azzal a szándékkal, hogy látszat-támadást mímeljenek a finn–svéd helyőrség ellen. A színházi kozákok azonban eltévedtek, és igazi orosz csapatokkal keveredtek tűzharcba. Az incidenst egyik fél sem akarta megtorlás nélkül hagyni, ezért az „egészen véletlenül” a Finn-öbölben tartózkodó svéd hajóhad a Helsinkitől keletre fekvő Högland szigeténél összecsapott az oroszokkal. Az erőviszonyok nagyjából egyenlők voltak, ezért a muníció fogyta után a harcoló felek szétváltak, és az ütközetet mindkét fél saját győzelemként könyvelte el. Károly herceg, a király öccse, a svéd hajóhad főparancsnoka, a parancsnoki kajütben kiállott rémületekért Rosersbergi kastélyát kapta ajándékba az örömhírtől bőkezűvé vált bátyjától. 
III. Gusztáv lelkesen szervezte a következő összecsapást, ami nem váratott sokat magára. 1790 júliusában a svéd hajóhad Svensksundnál csapott össze az oroszokkal. A svédek királyuk – és Carl Olof Cronstedt tengernagy – vezetésével hatalmas veszteségek árán, de szétverték az orosz flottát. Meg nem erősített jelentések szerint 52 orosz hajót süllyesztettek el, és 6000 foglyot ejtettek. III. Gusztáv győzedelmes hadvezérként térhetett vissza Stockholmba. A Skepsbrón lépett partra, ott, ahol ma a szobra áll. 
1789 júliusában Franciaországban kitört a forradalom. III. Gusztáv már hónapokkal ezt megelőzően megszakította - tisztességes, érzelmek nélküli, az ún. „nyári forradalom” útján - a nemesség hatalmát, és sorozatos intézkedésekkel nyesegette a nemesség privilégiumait. A „Szabadság, egyenlőség és testvériség!” jelszó veszélyesen hangzott számára is, ezért Gusztáv minden tőle telhetőt megtett, hogy XVI. Lajost kimenekítse a forradalmárok kezéből. A Párizsban tartózkodó ifjabb Axel von Fersen svéd gróf, Marie Antoinette állítólagos szeretője, 1791 nyarán, kocsisnak öltözve menekítette a királyi párt. III. Gusztáv hiába várta a hintó feltűntét a német határnál. A menekülőket még a franciaországi Varennes-ben feltartóztatták, Aachenbe csak Axel von Fersen érkezett meg.

## Halála
1792. március 16-án a stockholmi Operaházban álarcosbált rendeztek. A királyt többen is óva intették a maszkabálon való részvételtől, de hiába, III. Gusztáv Essen gróffal együtt ellátogatott az álarcosbálba. Itt azonban összeesküvő tisztek csoportja várta. Amikor a király belépett a bálterembe, a sorshúzással kijelölt merénylő, Jacob Johan Anckarström ezredes hátba lőtte a mit sem sejtő, védtelen uralkodót. III. Gusztáv életéért két hétig küzdöttek, ám 1792. március 29-én belehalt sérüléseibe. A merénylet aktív résztvevőit kivégezték, a többi szervezkedőt száműzték a Svéd Királyságból.

## Érdekességek
A gyilkosság alapján készítette el Giuseppe Verdi 'Az álarcosbál' című operáját.
III. Gusztáv akkor viselt ruhája és álarca még ma is megtekinthető Stockholmban.